# Manon 70
Manon 70 è un film del 1968 diretto da Jean Aurel con protagonista Catherine Deneuve, liberamente ispirato al romanzo di Antoine François Prévost.

## Trama
Manon è una donna bellissima e affascinante che incontra per caso François in aeroporto a Tokyo mentre si accinge ad imbarcarsi per Parigi; i due flirtano immediatamente e una volta scesi dall’aereo Manon lascia il suo compagno e prende un taxi insieme a François. I due si innamorano ed iniziano una relazione burrascosa causata dalle infedeltà di Manon, spinte dal fratello di quest'ultima che ha trovato nella sorella un modo veloce per arricchirsi sfruttandone la bellezza e la propensione all’avventura. Così tra vari litigi e riconciliazioni alla fine riusciranno comunque a far prevalere il loro amore.

## Produzione
Il film ottenne critiche negative, soprattutto per il comportamento dei protagonisti, definito troppo imprevedibile e irrazionale, ma anche per la narrazione generale giudicata confusa e discontinua.

## Distribuzione
Distribuito in Francia dalla Valoria Films il 21 febbraio 1968, in Italia il 18 aprile 1968.